# 346년

## 연호
- 동진(東晉) 영화(永和) 2년
- 성한(成漢) 태화(太和) 3년 / 가녕(嘉寧) 원년
- 후조(後趙) 건무(建武) 12년
- 전량(前凉) 건흥(建興) 34년
- 대(代) 건국(建國) 9년

## 기년
- 동진(東晉) 목제(穆帝) 2년
- 신라(新羅) 흘해 이사금(訖解泥師今) 37년
- 고구려(高句麗) 고국원왕(故國原王) 16년
- 백제(百濟) 계왕(契王) 3년 / 근초고왕(近肖古王) 원년

## 사건
- 음력 7월 7일 - 금관가야의 5대 왕 이시품왕이 보위에 오르다.
- 부여가 전연의 침략으로 고구려의 보호국으로 전락함.
- 백제, 계왕 세상을 떠남.  비류왕의 아들인 근초고왕이 왕의 자리에 오름.

## 사망
- 백제(百濟)의 12대 어라하(於羅瑕) 계왕(契王)
- 음력 7월 7일 - 가락국의 제4대 국왕 거질미왕